# Michael Albert
Michael Albert (n. 8 aprilie 1947) este un autor nord-american care a făcut parte din mișcarea politică anarhistă, promotor al cooperativei.

## Date biografice
Michael Albert trăiește în Boston, considerându-se el însuși ca un vizionar al noii ordini economice mondiale, militând pentru abolirea economiei de piață și propunând ca alternativă o planificare economică cu participare democratică.

## Opere
- Thought Dreams, Arbeiter Ring Press
- Thinking Forward, Arbeiter Ring Press
- Looking Forward: Participatory Economics in the 21st Century (mit Robin Hahnel), South End Press, Boston 1991
- Political Economy of Participatory Economics (mit Robin Hahnel) Princeton University Press, 1991
- Moving Forward: Program for a Participatory Economy, AK Press, 1997
- Parecon: Life After Capitalism Arhivat în 20 iunie 2009, la Wayback Machine., Verso Books, London 2004, ISBN 184467505X
- Parecon - Leben nach dem Kapitalismus, Trotzdem Verlag, Frankfurt/M. 2005, ISBN 3931786331
- Realizing hope: life beyond capitalism Zed Books, Fernwood Publishing, London-New York 2006
- Remembering tomorrow: from SDS to life after capitalism Seven Stories Press, New York 2006